# Jürgen Blin
Jürgen Blin (Burg auf Fehmarn, 1943. április 7. – Reinbek, 2022. május 7.) német ökölvívó.

## Pályafutása
48 meccséből 30-at nyert meg, ebből nyolcat kiütéssel.
1971. december 26-án az amerikai Muhammad Alival mérkőzött meg a zürichi Hallenstadion Arenában. A hetedik menetben 2:12-nél kiütéses vereséget szenvedett.

## Családja
Elvált, házasságából három gyermeke született, közülük a legidősebb, Knut Blin szintén ökölvívó lett.